# Richard Niineste
Richard Friedrich Niineste (ur. 28 lipca 1907 r., zm. 23 czerwca 1944 r.) – estoński wojskowy (porucznik), szef Wydziału III Departamentu III Estońskiego SD podczas II wojny światowej.
Służył w armii estońskiej, dochodząc do stopnia porucznika. Po zajęciu Estonii przez Armię Czerwoną w poł. czerwca 1940 r., przeszedł do XXII Korpusu Terytorialnego. Kiedy wojska niemieckie wkroczyły do Estonii pod koniec czerwca 1941 r., zdezerterował. Był przez pewien czas osadzony w obozie jenieckim w Stablack w rejonie Królewca. Na przełomie lutego i marca 1942 r. został zwolniony, po czym powrócił do Estonii. Wstąpił do Estońskiego SD, stanowiącego Grupę B w dowództwie SD w okupowanej Estonii. Dostał stopień Waffen-Obersturmführera der SS. Potem awansował na Waffen-Untersturmführera der SS. Stanął na czele Wydziału III (sprawy finansowe) Departamentu III. Następnie objął jednocześnie stanowisko w Wydziale IIB Departamentu II.